# Argonce
L'Argonce est une rivière française de Normandie, affluent de la Sélune en rive droite, dans le département de la Manche.

## Géographie
L'Argonce prend sa source à l'est du bourg de Juvigny-le-Tertre sous le nom de ruisseau de la Renaudaie et prend la direction du sud. Elle se joint aux eaux de la Sélune entre Parigny et Milly, après un parcours de 15,5 km entre Avranchin et Mortainais.

## Bassin et affluents
Le bassin versant de l'Argonce s'allonge étroitement entre les bassins de deux autres affluents de la Sélune : à l'est celui de la Gueuche, à l'ouest celui de la Douenne. Au nord, il avoisine le bassin de la Sée. Le confluent avec la Sélune est au sud du bassin.
Du fait de l'étroitesse de son bassin, aucun des affluents de l'Argonce ne dépasse les 3 km.

## Communes traversées
Cours d'eau rural, l'Argonce traverse ou borde huit communes :
- Juvigny-le-Tertre (source),
- Le Mesnil-Rainfray,
- Chasseguey (limite, rive droite),
- La Bazoge (limite, rive gauche),
- Chèvreville (limite en rive droite, puis traverse, puis limite en rive droite),
- Fontenay (limite, rive gauche),
- Milly (limite et confluent, rive gauche),
- Parigny (limite et confluent, rive droite).

## Vallée de l'Argonce

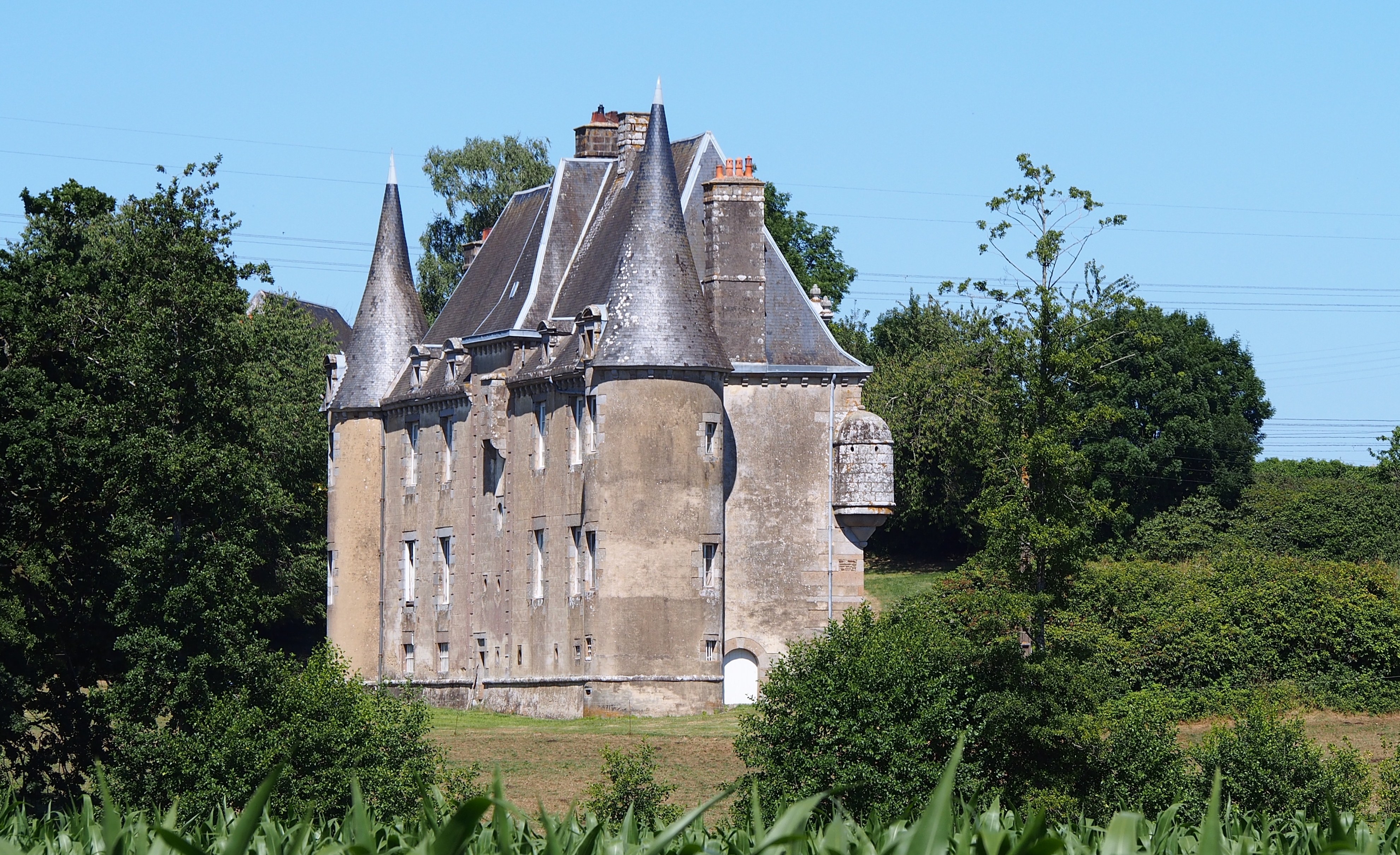
Le logis de La Bazoge.

- Le logis de La Bazoge et sa chapelle.